# Fotografía de guerra en Latinoamérica
La fotografía de guerra en Latinoamérica muestra los conflictos armados desde sus comienzos en el siglo XIX y los fotógrafos que las documentaron.

## Antecedentes fotográficos a nivel mundial[1]
Guerra de Crimea

Aconteció en lo que actualmente es Ucrania, y que tuvo lugar entre 1853 y 1856, entre la península de Crimea y el Mar Negro; los países contendientes fueron: Turquía, Francia, Inglaterra, por un lado y Rusia, por otro. La reina Victoria I del Reino Unido, para intentar ganarse a la opinión pública y convencerla de la importancia que tenía para Inglaterra la participación en el conflicto, por este motivo encargo a Roger Fenton el registro del conflicto, el cual fue realizado en imágenes de tendencia complacientes a la corona, y la intención de llevar tranquilidad a los familiares de los soldados, por ejemplo con la ausencia de muertos en las fotografías. James Robertson también realizó el registro, pero mostró la guerra desde otro punto de vista, con cierta crudeza de la realidad. En sus imágenes, se pueden observar cadáveres, heridos y mutilados.

Fenton llevó 5 cámaras, más de setecientas placas de cristal, repartidas en 30 cajas, varios cajones con los productos químicos, un alambique, cubetas, y sobre el techo de furgón, dos cisternas, una con agua destilada y otra con agua ordinaria. Las fotografías producidas serían utilizadas para contrarrestar la aversión general del pueblo Británico a una guerra impopular, y para compensar los relatos antibélicos de The Times.
Fenton utilizaba el proceso de colodión húmedo y debía sensibilizar el vidrio justo en el momento en que iba a ser utilizado. 
En 1855 Robertson y Beato viajaron a Balaklavam donde vieron el reportaje que había hecho Fenton, tomaron varias placas de colodión de la caída de Sebastopol en septiembre y mostraron crudeza, y una verdadera realidad de las tropas inglesas y francesas, con un sentido más testimonial. 
Esta documentación es considerada el primer trabajo integral de documentación de un conflicto armado.
Segunda guerra del Opio

Felice Beato viajó por todo el mundo e hizo de los conflictos armados y rebeliones uno de sus objetivos fotográficos. Después de la rebelión de la India de 1857, o también llamada rebelión de Cipayo, se marchó a China en 1860, donde retratará los desastres causados por la segunda guerra del Opio. 
Su obra tiene una clara intención narrativa: hay días que realiza diversas tomas de un mismo escenario antes, durante y después del paso de las tropas. Mostrando también las crueldades de la guerra, con fotografías de muertos, heridos y mutilados.
Dominar el complejo sistema de tomas [fotográficas] con el colodión húmedo no era tarea fácil y su experiencia anterior le ayudó a perfeccionar su método. Hay que considerar que para trabajar con esta técnica, la placa de vidrio debía ser sensibilizada muy pocos minutos antes de la toma, y luego de la exposición el material debía ser revelado antes que seque el colodión, de ahí el nombre de "húmedo". Por lo tanto había que trasladarse al terreno con los productos químicos necesarios para su preparación. Todos estos procesos debían realizarse en oscuridad, por lo que también era necesario contar con una carpa o espacio cerrado para realizar la tarea.
Beato realizaba copias de sus negativos, se aseguraba de tener una copia por si se rompía la placa original. Fue también, pionero en el coloreado a mano de copias y en la elaboración de panoramas.
Guerra de Secesión

En los Estados Unidos la cual contó con el registro fotográfico de Mathew Brady y un equipo de diecinueve fotógrafos, repartidos en los diferentes frentes. Entre los que se encontraban Thimothy O’ Sullivan, que empezó como asistente de Brady, Alexander Gardner y George N. Barnald.
Brady, consideraba que la cámara era el ojo de la historia. Él contaba con un estudio de retratos, que le permitió cubrir económicamente los costos para cubrir la guerra.  
Sus imágenes causaron enorme sensación, entre el público, por la presencia de cadáveres de soldados de la unión. 

Desde el punto de vista técnico, el uso del negativo de colodión húmedo y la copia en papel albuminado permite una mayor difusión de las imágenes que son demandadas. La evolución de las cámaras y el acceso de los aficionados a medio fue aumentando.

## México

### Primerafotografía de guerradel mundo[2]
La primera fotografía bélica data entre el año 1846 o 1847. Es un daguerrotipo anónimo en el cual se ve al General John Ellis Wool entrando con las tropas norteamericanas en la localidad de Saltillo (México), en la guerra que hubo entre ambos países en esa época, conocida como la Batalla de Buena Vista.
A pesar de que muchos investigadores coinciden en que ésta es la primera fotografía bélica, se habla de que había otras anteriores del año 1840, que serían unos calotipos ingleses de tropas escocesas durante los ejercicios militares. Pero de estos hechos aún no se han encontrado pruebas gráficas.

## Argentina

### Primer reportaje de guerra enSudamérica[3]
Los primeros reportajes de guerra estuvieron a cargo de los fotógrafos porteños Carlos Descalzo y Paulino Benza, quienes en 1861 editaron la serie “Recuerdos de Pavón”, en donde se muestran los conflictos entre Buenos Aires y la Confederación, quienes terminaron en una Batalla en Pavón, librada el 17 de septiembre de 1861. Se conservan seis de estas imágenes, copiadas en Albúmina, en el Museo Mitre.

### La fotografía en laGuerra de la Triple Alianza[4][5]
La Guerra de la Triple Alianza se dio entre 1865 y 1870, e involucró al Paraguay, por un lado, y a la Argentina, Brasil y Uruguay, por el otro. La Mayoría de las Batallas se dio en el territorio paraguayo.
Muchos oficiales se tomaron fotografías, vestidos con sus uniformes, en formato “carte de visite”, porque sabían que no tendrían muchas posibilidades de regresar con vida.
La Casa Bate y Cía, de Montevideo, le encargo el trabajo a un equipo de fotógrafos al cual envió al frente de batalla en el año 1866, para editar, al regreso de éstos, una carpeta con copias originales con el título “La Guerra Ilustrada”.
El fotógrafo más conocido de estos fue Esteban García, y las principales características de sus fotografías son la calidad de las copias, el encuadre utilizado y la forma de abordar las imágenes. Sin olvidar las limitaciones técnicas de la época.
Sensibilizaba las placas de vidrio con colodión unos instantes antes de hacer la toma y las revelaba inmediatamente después, antes de que se secara la emulsión.
En la imagen “el Mangrullo”, se ve el cuarto oscuro portátil empleado en la guerra, y se puede leer claramente Bate y Cía en una de las lonas.
Las imágenes de Esteban García, que dan testimonio de la crueldad de los hechos, se conservan en la Biblioteca Nacional de Uruguay; se trata de copias originales de contactos de placa de 24 cm por 30 cm.

Avisos comerciales publicados en La Tribuna Popular de Montevideo ofrecían las preciosas vistas fotográficas, en una carpeta con diez copias, a 9 pesos incluyendo títulos, las ruinas de Itapurú, el mangrullo, prisioneros paraguayos tomados por Flores, montón de cadáveres paraguayos, tiradores cearenses en guerrilla, el boquerón, una familia de indios pampas, general Mitre con su estado mayor, un bloque en Ñumanú, y fogón en el campamento. 
La propuesta de la casa Bate & Cía, no tuvo la dimensión y el despliegue que los trabajos realizados por M. Brady, ya que basta saber de las 7.000 placas que le proveyeron diecinueve fotógrafos, y el operador de Bate, Esteban García, estuvo acompañado por un grupo reducido. El mercado de carpetas conteniendo apenas diez fotografías dan a pensar que la cantidad de tomas fue muy poca.
El juicio hacia los resultados de las imágenes por el autor, es admirable si tenemos en cuenta las limitaciones técnicas de la época. La autonomía del fotógrafo estaba limitada al espacio próximo al lugar donde se instalaba la carpa-laboratorio. Los operadores corrían los mismos riesgos que los combatientes y el propio García sufrió las consecuencias del llamado chucho, en aquellos lugares plagados de mosquitos que trasmitían traidoramente la infección palúdica, que arrastró hacia el final de su vida, murió a comienzos del siglo XX.

### La fotografía en laCampaña del Desierto[6]
La fotografía, en la Campaña del Desierto de 1879, estuvo a cargo del retratista Antonio Pozzo, quien acompañó entre abril y julio a la columna comandada por el General Roca, en calidad de fotógrafo oficial del gobierno y miembro del Cuartel General de dicho cuerpo militar. Esta columna llegó el 24 de mayo a Choele Choel para el aniversario de la patria, sin ningún problema, ya que las columnas laterales se encargaban de exterminar lo que había a su paso. De esta forma la historia contada por medio de las imágenes de la columna central dista bastante de lo que pasó realmente.
Este tipo de registros sufría, en esa época, ciertas limitaciones técnicas que permitían muy pocos desplazamientos, como las pesadas chapas del colodión y la cámara de tres pies.
Aun así, durante el siglo XIX, la fotografía era considerada prueba irrefutable de la realidad por su analogón perfecto, apreciada por el positivismo en auge: objetividad y cientificidad.
Si observamos las fotografías de Pozzo, los objetos y los sujetos fotografiados se pierden en la inmensidad que los rodea en esas fotos panorámicas. Su forma de componer la imagen denota la estética positivista de la época, encuadre horizontal, centralidad del enfoque, distribución de planos equilibradamente. Cuentan de una perspectiva muy marcada por la proximidad de los primeros planos del suelo.
Lo que más se resalta en las fotografías es la percepción del espacio como un vacío, campos sin fronteras, horizontes distantes, espacios gigantescos, imágenes estáticas, donde no se encuentran ni heridos, ni muertos, ni batallas, etc. mostrando una guerra pacífica.
A excepción del General Roca y su Estado Mayor, que fueron registrados en un primer plano en un alto de la marcha, no se encuentran otras fotos con retratos en primer plano, mostrando un total vacío.
Los indios solo aparecieron en cuatro de cincuenta fotografías, de las cuales, en solo una se ven a mujeres y niños como prisioneros de guerra, y en las otras se los ve como amigos.